# Розсоптовський Іван Миколайович
Іва́н Микола́йович Розсопто́вський (нар.18 травня 1854, Ростовка, Татарстан, Росія — пом.?) — педагог, статський радник.

## Життєпис

### Родина
Народився 18 травня 1854 року в дворянській родині ростковського поміщика.
Дід Єгор Парфентійович (нар.1788 — пом.1836) походив із сім'ї православного священика Чернігівської губернії. 1788 року — учень лікаря Єлизаветградського госпіталю; 1808 року — лікар у чині штабс-капітан, а з 1823 року — ординатор Казанського госпіталю; 1824 року — надвірний радник. Одружений з донькою колезького секретаря Авдотією Іванівною Стрельниковою. Рід занесений до третьої частини дворянської родовідної книги Казанської губернії по визначенню Казанських дворянських депутатських зборів від 26 травня 1837 року, яке затверджене указом Герольдії від 18 жовтня 1844 року.
Батько Микола Єгорович (нар.6 травня 1817 — пом.1866) навчався в Казанській першій гімназії, поручик.
Мати Євдокія Федорівна у шлюбі вдруге після того, як у першому стала вдовою.

### Трудова діяльність
Починає згадуватися джерелами у 1889-1892 навчальних роках як викладач математики та фізики Прилуцької чоловічої гімназії у чині колезький асесор, у 1892-1894 навчальних роках — надвірний радник, у 1894-1897 навчальних роках — колезький радник, у 1897-1901 навчальних роках — статський радник.
У 1901-1908 навчальних роках працює викладачем математики Роменського реального училища.
У 1906-1908 навчальних роках також працює викладачем математики Роменської жіночої гімназії.
У 1908-1909 навчальному році працює інспектором та викладачем арифметики Сквирської приватної гімназії Ф. А. Дроздовського.
У 1909-1911 навчальних роках працює інспектором чоловічої гімназії у місті Златополі.
У 1911-1913 навчальних роках працює викладачем математики Барського реального училища.

### Друковані праці
- Россоптовский И. Н. Начала тригонометріи (гоніометрія и прямолинейная тригонометрія): Курс средних учебных заведеній. — К. : Типо-литогр. Т-ва И. Н. Кушнерев и Ко, 1900. — 90, IV с. : черт.; 23 с.(рос. дореф.)

## Зазначення
1. ↑  Адрес-календарь Российской Империи. (часть 1 и 2). Ч. 1 С. 398 [Архівовано 10 квітня 2011 у Wayback Machine.](рос. дореф.)
2. ↑  Адрес-календарь. Общая роспись начальствующих и прочих должностных лиц по всем управлениям в Российской Империи, часть 1 и 2. Ч. 1 С. 394 [Архівовано 22 жовтня 2016 у Wayback Machine.](рос. дореф.)
3. ↑  Адрес-календарь. Общая роспись начальствующих и прочих должностных лиц по всем управлениям в Российской Империи на 1892 год, часть 1 и 2. Ч. 1 С. 385 [Архівовано 22 жовтня 2016 у Wayback Machine.](рос. дореф.)
4. ↑  Адрес-календарь. Общая роспись начальствующих и прочих должностных лиц по всем управлениям в Российской Империи на 1893 год, часть 1 и 2. Ч. 1 С. 519 [Архівовано 22 жовтня 2016 у Wayback Machine.](рос. дореф.)
5. ↑  Адрес-Календарь. Общая Роспись начальствующих и прочих должностных лиц по всем управлениям в Российской Империи на 1894 год. Часть 1 и 2. Ч. 1 С. 523 [Архівовано 22 жовтня 2016 у Wayback Machine.](рос. дореф.)
6. ↑  Адрес-Календарь. Общая Роспись начальствующих и прочих должностных лиц по всем управлениям в Российской Империи на 1895 год. Часть 1 и 2. Ч. 1 С. 538 [Архівовано 2 лютого 2017 у Wayback Machine.](рос. дореф.)
7. ↑  Адрес-Календарь. Общая Роспись начальствующих и прочих должностных лиц по всем управлениям в Российской Империи на 1896 год. Часть 1 и 2. Ч. 1 С. 547 [Архівовано 20 грудня 2016 у Wayback Machine.](рос. дореф.)
8. ↑  Адрес-Календарь. Общая Роспись начальствующих и прочих должностных лиц по всем управлениям в Российской Империи на 1896 год. Часть 1 и 2. Ч. 1 С. 221 [Архівовано 20 грудня 2016 у Wayback Machine.](рос. дореф.)
9. ↑  Адрес-Календарь. Общая Роспись начальствующих и прочих должностных лиц по всем управлениям в Российской Империи на 1898 год. Часть 1 и 2. Ч. 1 С. 227 [Архівовано 26 лютого 2015 у Wayback Machine.](рос. дореф.)
10. ↑  Адрес-Календарь. Общая Роспись начальствующих и прочих должностных лиц во всем управлении Российской Империи. Часть 1 и 2. Ч. 1 С. 231 [Архівовано 7 травня 2017 у Wayback Machine.](рос. дореф.)
11. ↑  Адрес-Календарь. Общая роспись начальствующих и прочих должностных лиц по всем управлениям в Российской Империи на 1900 год, часть 1 и 2. Ч. 1 С. 237 [Архівовано 10 травня 2017 у Wayback Machine.](рос. дореф.)
12. ↑  Адрес-Календарь. Общая роспись начальствующих и прочих должностных лиц по всем управлениям в Российской Империи на 1901 год, часть 1 и 2. Ч. 1 С. 242 [Архівовано 10 квітня 2011 у Wayback Machine.](рос. дореф.)
13. ↑  Адрес-Календарь. Общая роспись начальствующих и прочих должностных лиц по всем управлениям в Российской Империи на 1902 год, часть 1 и 2. Ч. 1 С. 245 [Архівовано 10 травня 2017 у Wayback Machine.](рос. дореф.)
14. ↑  Адрес-Календарь. Общая роспись начальствующих и прочих должностных лиц по всем управлениям в Российской Империи на 1903 год. Часть 1. С. 243 [Архівовано 10 травня 2017 у Wayback Machine.](рос. дореф.)
15. ↑  Адрес-Календарь. Общая роспись начальствующих и прочих должностных лиц по всем управлениям в Российской Империи на 1904 год, часть 1. С. 249 [Архівовано 7 травня 2017 у Wayback Machine.](рос. дореф.)
16. ↑  Адрес-Календарь. Общая роспись начальствующих и прочих должностных лиц по всем управлениям в Российской Империи на 1905 год, часть 1 и 2. Ч. 1 С. 258 [Архівовано 7 травня 2017 у Wayback Machine.](рос. дореф.)
17. ↑  Адрес-Календарь. Общая роспись начальствующих и прочих должностных лиц по всем управлениям в Российской Империи на 1906 год, часть 1. С. 270 [Архівовано 5 листопада 2016 у Wayback Machine.](рос. дореф.)
18. ↑  Адрес-Календарь. Общая роспись начальствующих и прочих должностных лиц по всем управлениям в Российской Империи на 1907 год, часть 1. С. 276. [Архівовано 7 травня 2017 у Wayback Machine.](рос. дореф.)
19. ↑  Адрес-Календарь. Общая роспись начальствующих и прочих должностных лиц по всем управлениям в Российской Империи на 1908 год, часть 1 и 2. Ч. 1 С. 286 [Архівовано 5 листопада 2016 у Wayback Machine.](рос. дореф.)
20. ↑  Справочная книжка по Полтавской губернии на 1907 год. Роменский уезд. С. 8 [Архівовано 5 квітня 2016 у Wayback Machine.](рос. дореф.)
21. ↑  Справочная книжка по Полтавской губернии на 1908 год. Роменский уезд. С. 8 [Архівовано 9 листопада 2016 у Wayback Machine.](рос. дореф.)
22. ↑  Адрес-Календарь. Общая роспись начальствующих и прочих должностных лиц по всем управлениям в Российской Империи на 1909 год, часть 1 и 2. Ч. 1 С. 309—310 [Архівовано 5 листопада 2016 у Wayback Machine.](рос. дореф.)
23. ↑  Адрес-Календарь. Общая Роспись начальствующих и прочих должностных лиц по всем управлениям в Российской империи на 1910 год. Часть 1 и 2. Ч. 1 С. 324 [Архівовано 30 жовтня 2016 у Wayback Machine.](рос. дореф.)
24. ↑  Адрес-Календарь. Общая Роспись начальствующих и прочих должностных лиц по всем управлениям в Российской империи на 1911 год. Часть 1 и 2. Ч. 1 С. 349 [Архівовано 2 квітня 2015 у Wayback Machine.](рос. дореф.)
25. ↑  Адрес-Календарь. Общая Роспись начальствующих и прочих должностных лиц по всем управлениям в Российской империи на 1912 год. Часть 1 и 2. Ч. 1 С. 373 [Архівовано 3 листопада 2016 у Wayback Machine.](рос. дореф.)
26. ↑  Адрес-Календарь. Общая Роспись начальствующих и прочих должностных лиц по всем управлениям в Российской империи на 1913 год. Часть 1 и 2. Ч. 1 С. 400 [Архівовано 3 листопада 2016 у Wayback Machine.](рос. дореф.)